# Holm of Papa
Die kleine, unbewohnte Insel Holm of Papa (auch Holm of Papay genannt) der schottischen Orkney kann (nur mit Führung) vom East Pier der Nachbarinsel Papa Westray aus besucht werden, von der sie wenige hundert Meter östlich liegt.

## Dis o’the Holm

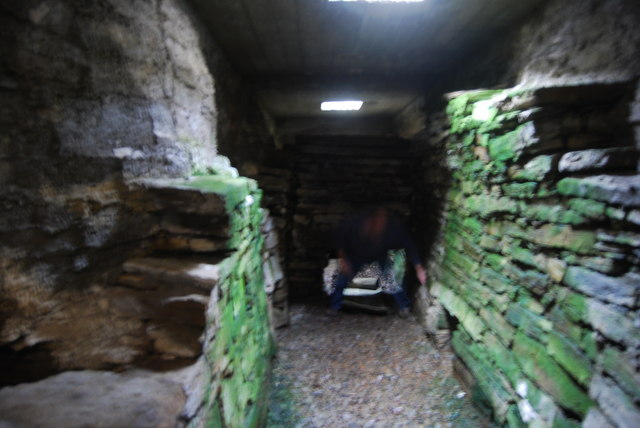
Im Dis o’the Holm

Die Sehenswürdigkeit der nur 1000 m × 150 m kleinen Insel ist die Megalithanlage „Dis o’the Holm“ (der Südcairn), ein etwa 38 m langer und über 19 m breiter Steinhügel eines Passage tombs. Wie bei Isbister und Unstan handelt es sich um eine Chimäre, ähnlich sowohl dem Orkney-Cromarty-Typ (OC) als auch dem Maeshowe-Typ (MH) mit der ungewöhnlichen Länge von Gang und Kammer (20,4 m) und der Anzahl von Kopfnischen an beiden Enden und 10 Seitenkammern (zwei als Doppelkammern – also 14) und dem mittigen, lateralen Zugang. Ein Ende der Kammer ist durch eine Quermauer, hinter der die 3 südwestlichen Kammern liegen, abgeteilt.
Der Hügel ist auch auf Grund der großen Kammerhöhe (2,7 m) hoch, aber bei weitem nicht so hoch wie beim Maeshowe. Das Dach ist mit Beton und Glasbausteinen wiederhergestellt worden. Der moderne Zugang erfolgt nicht durch den 9,1 m langen niedrigen, nach Südosten (anders als bei Maeshowe) gerichteten Gang, sondern von oben. Die Wände der Kammer kragen über und der obere, von Stürzen gebildete Abschluss hat eine Breite von 0,8 m. Der schlammige Boden ist stellenweise mit Plastikbahnen abgedeckt. Als die Anlage 1849 ausgegraben wurde, wurden keine Artefakte gefunden.
Auf elf Steinen befinden sich Felsritzungen (Augendarstellungen, Kreise, Punkte und Zickzackmuster).

## Nordcairn

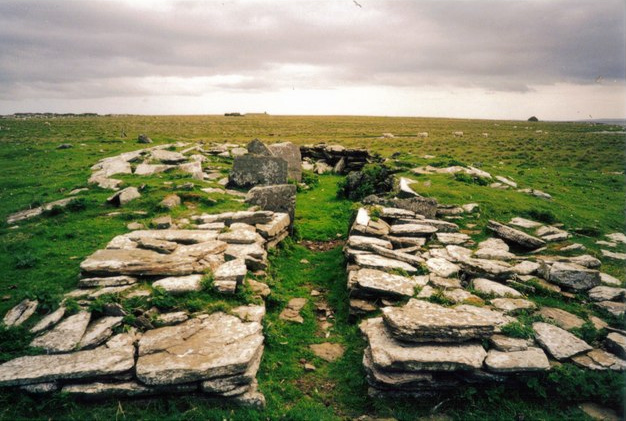
Der Nordcairn

Der Nordcairn ist ein Stalled Cairn des Orkney-Cromarty-Typs. Die Kammer hat seitlich vier gegenüberliegende Boxen, eine ungewöhnlich schmale Endkammer und einen verhältnismäßig langen axialen Zugang. Der rechteckige Hügel ist zweistufig errichtet und die Endkammer ist von den Resten eines älteren Rundcairns umgeben. Ein Schädel lag vor dem Zugang der Anlage und die Knochen eines Kindes wurden in der Füllschicht des Zugangs gefunden.
Während neuer Ausgrabungen wurden die Knochen von mindestens acht Menschen und ein Haufen mit Scherben einfacher Töpferware sowie Tierknochen und Fischgräten gefunden. Außen wurden Scherben von Bechern der Grooved- und Glockenbecherware gefunden. Die gesamte Struktur mit Steinen und Erde sowie Schalen und Fischgräten gefüllt worden, bevor sie aufgegeben wurde.
Beide Anlagen stammen etwa vom Übergang des 4. auf das 3. Jahrtausend v. Chr.